# Jorgos Amanatidis (polityk)
Jeorjos (Jorgos) Amanatidis (gr. Γεώργιος (Γιώργος) Αμανατίδης; ur. w Kozani) – grecki polityk, od 2023 roku gubernator Macedonii Zachodniej. W latach 2019–2023 był deputowanym do Parlamentu Hellenów.

## Życiorys
Jest synem Isaaka i Ewdokii, którzy zajmowali się rolnictwem. Ukończył męskie gimnazjum w Kozani. Studiował rolnictwo na Uniwersytecie Arystotelesa w Salonikach, ukończył także studia podyplomowe z Master of Business Administration. Od 1986 roku pracował w firmie Development of Western Macedonia SA jako agronom, w 1993 roku został dyrektorem generalnym tej spółki. Od 1991 do 2018 roku był prezesem greckiej Sieci Agencji Rozwoju Obszarów Wiejskich.

### Działalność polityczna
W wyborach parlamentarnych w lipcu 2019 roku kandydując z ramienia Nowej Demokracji został wybrany deputowanym do Parlamentu Hellenów. W lipcu 2023 roku ogłosił, że będzie ubiegał się o urząd gubernatora Macedonii Zachodniej przeciwko urzędującemu Jorgosowi Kasapidisowi (popieranemu przez Nową Demokrację), po tej decyzji został usunięty ze swojej partii. W wyborach w październiku tego samego roku w drugiej turze zwyciężył z Kasapidisem, jako kandydat niezależny otrzymał 61 892 głosy (56,73%).